# Ipomoea sulina
Ipomoea sulina är en vindeväxtart som beskrevs av P.P.A.Ferreira och Miotto. Ipomoea sulina ingår i släktet praktvindor, och familjen vindeväxter. Inga underarter finns listade i Catalogue of Life.